# Zsigmond Perényi (Politiker, 1870)

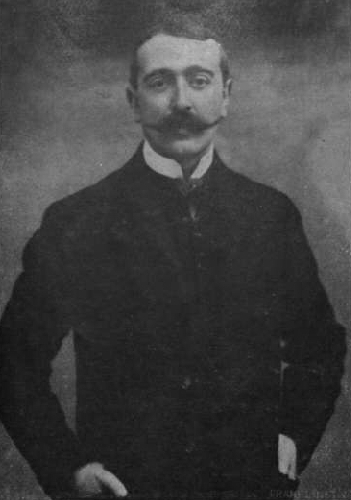
Zsigmond Perényi (1913)

Zsigmond Baron Perényi von Perény (* 25. November 1870 in Pest; † 18. März 1946 in Budapest) war ein ungarischer Politiker, Innenminister (1919) und Präsident des Oberhauses.

## Leben
Nach Beendigung seiner Studien wurde Perényi 1895 Tafelrichter im Komitat Ugocsa und im Folgejahr als Mitglied der Liberalen Partei Reichstagsabgeordneter für den Wahlkreis Nagyszőlős. Ab 1903 war er Obergespan des Komitats Máramaros und war während der Amtszeit von István Tisza als Ministerpräsident von 1913 bis 1917 Staatssekretär im Innenministerium. Während der Ungarischen Räterepublik war er einer der Anführer der Gegenrevolution, weshalb er gefangen genommen und zum Tode verurteilt wurde. Vor der Vollziehung dessen rettete ihn der Zusammenbruch der Räterepublik Anfang August 1919. Vom 15. August bis 11. September 1919 war er im Kabinett von István Friedrich Innenminister, und von 1927 bis 1933 erneut Parlamentsabgeordneter. In diesem Jahr wurde er zum Kronwächter gewählt und wurde von Amts wegen Mitglied des Oberhauses, dessen  Vizepräsident er von 1939 bis 1943 war. Im Oktober 1943 wurde er Präsident des Oberhauses, trat jedoch aus Protest gegen die Pfeilkreuzler im November 1944 zurück.